# برمید تربیم (III)
برمید تربیم(III) (به انگلیسی: Terbium(III) bromide) با فرمول شیمیایی TbBr۳ یک ترکیب شیمیایی است. که جرم مولی آن 398.637 g/mol می‌باشد. شکل ظاهری این ترکیب، پودر سفید است.